# Aeroportul Girona–Costa Brava
Aeroportul Girona-Costa Brava (IATA: GRO, ICAO: LEGE) este un aeroport din Vilobí d'Onyar⁠(d), Selva, Comarques Gironines⁠(d), Catalonia, Spania ce deservește zona Girona. Aeroportul a fost tranzitat în 2022 de 1.313.945 de pasageri. A fost deschis în 1 aprilie 1967 și numit după Costa Brava.
Situat la o altitudine de 143 m, aeroportul dispune de 1 pistă. Este operat de Aena⁠(d).

## Infrastructură

### Piste
Aeroportul dispune de o singură pistă. Pista 01/19 are suprafața de asfalt și dimensiunile 7.874 picioare × 148 picioare. 